# الدوري الشمالي لكرة القدم 1962–63
الدوري الشمالي لكرة القدم 1962–63 (بالإنجليزية: 1962–63 Northern Football League)‏ هو موسم من الدوري الشمالي لكرة القدم ‏. فاز فيه كروك تاون ‏.